# Wantok Niuspepa
Wantok Niuspepa — еженедельная газета, единственная газета, выходящая на языке ток-писин в Папуа-Новой Гвинее и распространяемая по всей стране. Первый номер Уантока был издан 5 августа 1970 г. в Веваке отцом Френсисом Михаличем, членом конгрегации вербистов. Поскольку сперва этот проект был инициирован католической церковью, газета получила ограниченное распространение. В 1976 г. редакция переехала в Порт-Морсби. В настоящее время газету издаёт Word Publishing Company.